# Doctor-X～外科醫·大門未知子～劇集列表
《派遣女醫X》，為日本朝日電視台自2012年10月18日起播出的週四晚間九點檔。由米倉涼子主演。劇情講述直言敢諫的派遣醫師大門未知子，討厭結群、討厭權力、討厭束縛，以其專業執照以及高超的技術作為武器，勇於挑戰白色巨塔封建體系的故事。第一季的劇情發生在虛設的帝都醫科大學；第二季發生在帝都醫科大學附屬醫院；第三季發生在國立高度醫療中心；而第四季以後發生在東帝大學醫院中。
本系列在日本以高收視所見稱，由第一季至第五季收視平均收視都在20%左右，也多次成為當年日本平均收視率最高的劇集。
除了第七季以外，所有季數都可購買DVD。而於特別篇之後，更有都推出Blu-ray的版本。日本地區用戶可以在朝日電視台下的流媒體Telasa和ABEMA觀看所有集數；而中國大陸用戶也可以在Bilibili觀看本劇。 本劇的部份季數也在香港的TVB、台灣緯來電視台上播放過。

## 凡例
- 紅字為同季最高收視率的一集，藍字為最低收視率的一集。
- 如無額外說明，收視率都來自Video Research公司在關東地區調查所得的資料。收視率都為「家庭收視率」 。「家庭收視率」以家庭作為單位，

## 播出日期、收視率

### 第一季（2012年）
- 2012年10月18日 - 2012年12月13日，共8集。
- 第一集、最後一集，分別加長15分鐘（21:00 - 22:09）。

| 影集 集數 | 該季 集數 | 標題                                                        | 導演     | 編劇     | 首播日期       | 收視率 |
| --------- | --------- | ----------------------------------------------------------- | -------- | -------- | -------------- | ------ |
| 1         | 1         | 別戴著那副手套亂碰！全員把手舉起來！                        | 田村直己 | 中園美保 | 2012年10月18日 | 18.6%  |
| 2         | 2         | 我不會讓你死的。因為我不會失敗                              | 松田秀知 | 中園美保 | 2012年10月25日 | 17.6%  |
| 3         | 3         | 不需要。名字起得很怪，也很難吃                              | 田村直己 | 中園美保 | 2012年11月8日  | 17.4%  |
| 4         | 4         | 對我來說，手術是我這一生無價的工作                          | 松田秀知 | 中園美保 | 2012年11月15日 | 17.1%  |
| 5         | 5         | 你的手術，是不是有失誤？                                    | 松田秀知 | 中園美保 | 2012年11月22日 | 17.7%  |
| 6         | 6         | 我會開刀救你！                                              | 田村直己 | 中園美保 | 2012年11月29日 | 18.6%  |
| 7         | 7         | 對患者實話實說，不是醫生的義務嗎？                          | 松田秀知 | 中園美保 | 2012年12月6日  | 20.1%  |
| 8         | 8         | 在開刀房裡，不需要串勾、互助、拍馬屁。 只有需要幫助的病患。 | 田村直己 | 中園美保 | 2012年12月13日 | 24.4%  |

- 平均收視率 19.1%[1]
- 首集收視率為18.6%，是米倉在同時段主演的電視劇中，首集收視率最高的，瞬間最高收視率達到24.6%[13]。
- 最終回收視率達到24.4%，是2012年商業電視台電視劇的收視冠軍，瞬間最高收視率達到29.8%。另外也超越同時段電視劇《熟年離婚（日语：熟年離婚）》最終回的紀錄（21.4%），成為歷來結局收視率最高的冠軍[14]。
- 在臺灣播出亦受到好評，為2012年於臺灣播出的45部日劇中，平均收視率、最高收視率的第1名[15]。

### 第二季（2013年）
- 2013年10月17日 - 2013年12月19日，總共9集。
- 第一集加長15分鐘（21:00 - 22:09）。
- 最後一集加長30分鐘（21:00 - 22:24）。

| 影集 集數 | 該季 集數 | 標題                                                                 | 導演     | 編劇     | 首播日期       | 收視率 |
| --------- | --------- | -------------------------------------------------------------------- | -------- | -------- | -------------- | ------ |
| 9         | 1         | 就這樣縫起來，在三個月內必死無疑                                     | 田村直己 | 中園美保 | 2013年10月17日 | 22.8%  |
| 10        | 2         | 我有辦法切除。我不會讓他死。我絕對不會失敗                           | 松田秀知 | 中園美保 | 2013年10月24日 | 23.1%  |
| 11        | 3         | 活體腎、小腸交換移植，我就可以辦到！                                 | 松田秀知 | 武井彩   | 2013年10月31日 | 18.4%  |
| 12        | 4         | 只要成功，我就把記事本給你。寫滿蛭間秘密的那本記事本…                | 田村直己 | 林誠人   | 2013年11月7日  | 21.3%  |
| 13        | 5         | 怎麼可能有不會失敗的醫生。除了我以外                                 | 松田秀知 | 林誠人   | 2013年11月14日 | 23.7%  |
| 14        | 6         | 沒有不需要的器官！在身體中沒有不需要的器官！                         | 田村直己 | 寺田敏雄 | 2013年11月21日 | 22.1%  |
| 15        | 7         | 為了選舉而利用手術⋯把患者當成工具利用。別小看手術！                  | 松田秀知 | 林誠人   | 2013年11月28日 | 23.9%  |
| 16        | 8         | 世上能存在失敗也被容許的醫生嗎？因為我不想失敗，所以親自動手術       | 田村直己 | 寺田敏雄 | 2013年12月12日 | 22.5%  |
| 17        | 9         | 對患者而言手術是最後的機會。因此要跟他們一起奮戰下去。那是我的夢想。 | 田村直己 | 寺田敏雄 | 2013年12月19日 | 26.9%  |

- 平均收視率 23.0%[16]
- 第一集收視率為22.8%，超越同年首播的電視劇《破案天才伽利略2013》首集的22.6%[17]。而且是同檔次上最高收視的[18]。
- 最後一集收視率為26.9%，瞬間最高收視率達到31.4%，超越前一季最後一集所達到的24.4%紀錄。平均收視率23.0%亦超越前一季的19.1%[19]。

### 第三季（2014年）
- 2014年10月9日 - 2014年12月18日，總共11集。
- 第1集、第2集分別加長15分鐘（21:00 - 22:09）[20][21]。
- 最後一集加長30分鐘（21:00 - 22:24）[22]。

| 影集 集數 | 該季 集數 | 標題                                               | 導演     | 編劇     | 首播日期       | 收視率 |
| --------- | --------- | -------------------------------------------------- | -------- | -------- | -------------- | ------ |
| 18        | 1         | 命要留給自己用                                     | 田村直己 | 林誠人   | 2014年10月9日  | 21.3%  |
| 19        | 2         | 比起機器人，我的手更加精準且完美                   | 松田秀知 | 林誠人   | 2014年10月16日 | 20.9%  |
| 20        | 3         | 人命關天了，還在醞釀什麼                           | 田村直己 | 林誠人   | 2014年10月23日 | 20.8%  |
| 21        | 4         | 讓我來切除吧。若是我就能完全治癒                   | 松田秀知 | 林誠人   | 2014年10月30日 | 23.7%  |
| 22        | 5         | 我對醫生的輸贏沒興趣。若是患者不贏，那就毫無意義   | 田村直己 | 林誠人   | 2014年11月6日  | 22.2%  |
| 23        | 6         | 這裡之上的部位不能切除                             | 山田勇人 | 林誠人   | 2014年11月13日 | 23.6%  |
| 24        | 7         | 我沒想過要跟他比賽                                 | 松田秀知 | 林誠人   | 2014年11月20日 | 22.8%  |
| 25        | 8         | 等待                                               | 松田秀知 | 寺田敏雄 | 2014年11月27日 | 21.8%  |
| 26        | 9         | 對患者而言，醫生就只有一個而已。你也是專業醫生吧！ | 田村直己 | 林誠人   | 2014年12月4日  | 21.6%  |
| 27        | 10        | 我不做馬虎的手術                                   | 松田秀知 | 中園美保 | 2014年12月11日 | 24.8%  |
| 28        | 11        | 我只想替我一直珍愛的那個人動手術啊！               | 田村直己 | 中園美保 | 2014年12月18日 | 27.4%  |

- 平均收視率 22.9%[23]
- 最後一集收視率為2014年商業電視台製播電視劇最高的27.4%，瞬間最高收視率達到31.3%[25]。為同時段電視劇收視率最高[26]。
- 平均收視率超越同樣由中園美保編劇的NHK連續電視小說《花子與安妮》達到的22.6%，是2014年播出電視劇中的收視冠軍[25]。

### 特別篇（2016年）
| 影集 集數 | 標題 | 導演     | 編劇     | 首播日期     | 收視率 |
| --------- | --- | -------- | -------- | ------------ | ------ |
| 特別篇    | 復活！絕對不會失敗的派遣女！出現在黑色巨塔的超級強敵…？金澤〜能登…旋轉4圈半的奪牌選手所進行的緊急手術需花費3000萬日圓！ | 田村直己 | 中園美保 | 2016年7月3日 | 22.0%  |

### 第四季（2016年）
- 2016年10月13日 - 2016年12月22日，總共11集。
- 第1、2集、最終回的播出時間，都是分別加長15分鐘（21:00 - 22:09）[28]。
- 第3集為轉播棒球賽事，延後50分鐘播出（21:50 - 22:44）[29]。

| 影集 集數 | 該季 集數 | 標題                                                                                       | 導演     | 編劇     | 首播日期       | 收視率 |
| --------- | --------- | ------------------------------------------------------------------------------------------ | -------- | -------- | -------------- | ------ |
| 29        | 1         | 孤獨高傲的派遣女醫大門未知子終於回來了！將銳利的手術刀插入史上最危險強敵親臨之白色巨塔中！ | 田村直己 | 中園美保 | 2016年10月13日 | 20.4%  |
| 30        | 2         | 貧困村長vs窮酸國會議員⋯⋯兩場手術我都不會失敗的                                             | 田村直己 | 林誠人   | 2016年10月20日 | 19.7%  |
| 31        | 3         | 20年前的醫療疏失？婚外情對象腹中的秘密                                                     | 松田秀知 | 寺田敏雄 | 2016年10月27日 | 24.3%  |
| 32        | 4         | 美女姊妹同時進行手術！肥胖症的秘密                                                         | 松田秀知 | 香坂隆史 | 2016年11月3日  | 21.3%  |
| 33        | 5         | 即便是派系鬥爭下以大欺小的手術，我也不會失敗！                                             | 田村直己 | 林誠人   | 2016年11月10日 | 20.4%  |
| 34        | 6         | 遵命男發動政變！不用手術刀的心臟手術？                                                     | 松田秀知 | 林誠人   | 2016年11月17日 | 21.5%  |
| 35        | 7         | 失聰鋼琴家的生命與尊嚴                                                                     | 田村直己 | 寺田敏雄 | 2016年11月24日 | 22.2%  |
| 36        | 8         | 病毒感染⋯⋯！不能夠動手術的密室？                                                           | 松田秀知 | 宇田學   | 2016年12月1日  | 20.7%  |
| 37        | 9         | 教授婦人會會長設下將患者送醫的圈套？                                                       | 田村直己 | 香坂隆史 | 2016年12月8日  | 22.6%  |
| 38        | 10        | 母子同時進行手術？只有25公分大的小生命                                                     | 松田秀知 | 中園美保 | 2016年12月15日 | 20.5%  |
| 39        | 11        | 再見了，大門未知子！再見了，朋友啊…即便是平安夜的手術，我也不會失敗的                      | 田村直己 | 中園美保 | 2016年12月22日 | 22.8%  |

- 平均收視率 21.5%[30]
- 最後一集收視率為22.8%，瞬間最高收視率達到26.2%）[41]。
- 平均收視率超越TBS四月週日劇場《99.9 -刑事專門律師-》達到的17.2%，成為2016年商業電視台播出電視劇中的收視冠軍[41]。

### 第五季（2017年）
- 2017年10月12日 －2017年12月14日，總共10集。
- 第1集、第2集、第9集的播出時間，分別加長15分鐘（21:00 - 22:09）。
- 第10集（最終回）播出時間，加長20分鐘（21:00 - 22:14）[42]。

| 影集 集數 | 該季 集數 | 標題                                                               | 導演     | 編劇     | 首播日期       | 收視率 |
| --------- | --------- | ------------------------------------------------------------------ | -------- | -------- | -------------- | ------ |
| 40        | 1         | 復活！不會失敗的派遣女 橫跨世界的手術價值2000萬                    | 田村直己 | 林诚人   | 2017年10月12日 | 20.9%  |
| 41        | 2         | VS「寬鬆」的院內偷拍？「過度保護」的患者的秘密                     | 松田秀知 | 寺田敏雄 | 2017年10月19日 | 19.6%  |
| 42        | 3         | VS發飆的教授？二次診斷也不會失敗                                   | 田村直己 | 林誠人   | 2017年10月26日 | 19.0%  |
| 43        | 4         | 培養外科醫生的超VIP患者的秘密？                                    | 松田秀知 | 香坂隆史 | 2017年11月2日  | 19.1%  |
| 44        | 5         | 一秒診斷的人工智能VS不會失敗的野性直覺？                               | 田村直己 | 林誠人   | 2017年11月9日  | 20.8%  |
| 45        | 6         | 模範夫妻的緊急雙手術？麻醉的工作我也是做得到的                     | 松田秀知 | 香坂隆史 | 2017年11月16日 | 20.7%  |
| 46        | 7         | 日美女醫對決！在手術室                                             | 山田勇人 | 香坂隆史 | 2017年11月23日 | 20.1%  |
| 47        | 8         | 攸關性命的內部告發？最強黑幕的秘密⋯⋯                               | 田村直己 | 林誠人   | 2017年11月30日 | 20.6%  |
| 48        | 9         | 最終章～不會失敗的派遣女倒下了⋯⋯？                                 | 松田秀知 | 寺田敏雄 | 2017年12月7日  | 21.2%  |
| 49        | 10        | 再見了大門未知子！充滿衝擊的最後一台手術價值⋯⋯35億？絕對不會失敗的 | 田村直己 | 林誠人   | 2017年12月14日 | 25.3%  |

- 平均收視率 20.9% [43]
- 平均收視率超越TBS十月周日劇場《陸王》達到的15.98%，成為2017年商業電視台播出電視劇中的收視冠軍[30]。

### 第六季（2019年）
- 2019年10月17日 - 2019年12月19日，總共10集。
- 第1集、第2集的播出時間，分別加長15分鐘（21:00 - 22:09）。
- 第10集（最終回）的播出時間，加長20分鐘 （21:00 - 22:14）。

| 影集 集數 | 該季 集數 | 標題                                                           | 導演     | 編劇     | 首播日期       | 收視率 |
| --------- | --------- | -------------------------------------------------------------- | -------- | -------- | -------------- | ------ |
| 50        | 1         | 復活！不會失敗的派遣女對上造價300億的AI診斷                    | 田村直己 | 中園美保 | 2019年10月17日 | 20.3%  |
| 51        | 2         | 貧困患者vs價值5000億元的性命？就連排骨牌也不會失敗的           | 松田秀知 | 中園美保 | 2019年10月24日 | 19.0%  |
| 52        | 3         | 給失言大臣的舌頭開刀？我是不會失敗也不會失言的！               | 田村直己 | 林誠人   | 2019年10月31日 | 18.1%  |
| 53        | 4         | 有85%機率為痴呆症的緊急手術？比AI更不會失敗的診斷！            | 松田秀知 | 林誠人   | 2019年11月7日  | 17.8%  |
| 54        | 5         | 護理師的首領！深夜在密室動手術 女人的秘密也能守住的            | 田村直己 | 中園美保 | 2019年11月14日 | 15.9%  |
| 55        | 6         | 要價1000億的賣名手術？就算輸血不足也不會失敗的！               | 山田勇人 | 香坂隆史 | 2019年11月21日 | 19.3%  |
| 56        | 7         | 植髮患者過敏的秘密……？要價五億美元的禁斷手術                   | 松田秀知 | 中園美保 | 2019年11月28日 | 18.6%  |
| 57        | 8         | 手術室的混亂場面？不會失敗咒語的詭計                           | 田村直己 | 林誠人   | 2019年12月5日  | 17.4%  |
| 58        | 9         | 任何人都會怕死…… 正因為如此我是不會失敗的                      | 山田勇人 | 中園美保 | 2019年12月12日 | 18.2%  |
| 59        | 10        | 再見了大門未知子！再見了東帝大……最後一台手術也絕對不會失敗的！ | 田村直己 | 林誠人   | 2019年12月19日 | 19.3%  |

- 平均收視率 18.5% [30]
- 平均收視率超越朝日電視台週三劇場《相棒17》達到的15.3%，成為2019年商業電視台播出電視劇中的收視冠軍。[67]

### 第七季（2021年）
- 第1集的播出時間加長了15分鐘（21:00 - 22:09）[68]。

| 影集 集數 | 該季 集數 | 標題                                                         | 導演     | 編劇     | 首播日期       | 收視率 |
| --------- | --------- | ------------------------------------------------------------ | -------- | -------- | -------------- | ------ |
| 60        | 1         | 百年一遇的大流行！？瞬息万变的大学医院等待着新的战斗         | 田村直己 | 中園美保 | 2021年10月14日 | 19.0%  |
| 61        | 2         | （手術）成功率100%後刺客的秘密？我既不会逃跑也不會失败！     | 田村直己 | 中園美保 | 2021年10月21日 | 15.9%  |
| 62        | 3         | 章魚壺心肌症……為隱蔽醜聞而動的手術價值1000萬！               | 片山修   | 林誠人   | 2021年10月28日 | 16.6%  |
| 63        | 4         | 拒絕手術的歌后……以脖子為賭注的大逆轉手術價值2000萬！         | 山田勇人 | 香坂隆史 | 2021年11月4日  | 15.2%  |
| 64        | 5         | 神秘護理師Nurse-X？就算是派遣的也不會失敗的                  | 田村直己 | 中園美保 | 2021年11月11日 | 16.7%  |
| 65        | 6         | 超級有錢人性命值多少錢？跟師父大吵一架……秘密的理由           | 片山修   | 香坂隆史 | 2021年11月18日 | 15.7%  |
| 66        | 7         | 菜鳥回來了！用患者的替身直播手術？                           | 高橋貴司 | 小峯裕之 | 2021年11月18日 | 14.9%  |
| 67        | 8         | 朋友啊再見了～外科醫生的宿命                                 | 田村直己 | 林誠人   | 2021年12月2日  | 15.5%  |
| 68        | 9         | 巴別塔落成！要滿足野心還是保全性命……？大門未知子，最後的患者 | 山田勇人 | 中園美保 | 2021年12月9日  | 16.8%  |
| 69        | 10        | 再見了大門未知子！就算是生死交關的緊急事態也不會失敗！       | 田村直己 | 中園美保 | 2021年12月16日 | 17.7%  |

- 平均收视率 16.5%[75]
- 平均收视率超越TBS十月周日剧场《日本沉没-希望之人-》达到的15.8%，成为2021年商业电视台播出电视剧中的收视冠军。